# Miloslav Vlček
Miloslav Vlček, češki politik, * 1. februar 1961, Konice.
Med letoma 2006 in 2010 je bil predsednik Poslanske zbornice Parlamenta Češke republike.